# La Course du flambeau (film, 1918)
Pour plus de détails, voir Fiche technique et Distribution.
La Course du flambeau est un film muet français tourné en 1918 Charles Burguet, sorti en 1918.

## Fiche technique
- Titre : La Course du flambeau
- Réalisation : Charles Burguet
- Scénario : d’après la pièce de Paul Hervieu (1901)
- Société de distribution : Pathé frères
- Société de production et de distribution : Optima
- Pays de production :  France
- Format : Noir et blanc - Muet - 1,33:1 - 35 mm
- Date de sortie : 
  - France : 21 novembre 1918

## Distribution
- Léon Mathot : Stangy
- Jacques Robert : Didier Maravon
- Suzanne Delvé : Sabine Revel
- Maryse Dauvray : Marie-Jeanne
- Berthe Jalabert : Mme Fontenais
- Olinda Mano